# Aksentyeva (cràter)
Aksentyeva és un cràter d'impacte en el planeta Venus de 42,5 km de diàmetre. Porta el nom de Zinaïda Aksèntieva (1900-1969), astrònoma ucraïnesa, i el seu nom va ser aprovat per la Unió Astronòmica Internacional el 1994.